# 카를 폰 합스부르크로트링겐
카를 폰 합스부르크로트링겐(Karl Thomas Robert Maria Franziskus Georg Bahnam von Habsburg-Lothringen, 1961년 1월 11일 ~ ) 혹은 카를 폰 합스부르크(Karl von Habsburg)는 전(前) 오스트리아 황태자 오토와 레기나 사이에서 태어난 아들이며, 현 합스부르크로트링겐 왕가의 수장이다. 2006년 오토로부터 그가 가지고 있던 이름뿐인 지위(오스트리아 황제, 헝가리 국왕, 보헤미아 국왕 등)들을 물려받았다.

## 자녀
카를은 프란체스카 폰 티센보르네미서와의 사이에서 1남 2녀를 두었다.
- 엘레오노레 폰 합스부르크 (1994년 2월 28일 ~ )
- 페르디난트 즈보니미르 폰 합스부르크 (1997년 6월 21일 ~ )
- 글로리아 폰 합스부르크 (1999년 10월 15일 ~ )

| 전 임 오토 폰 합스부르크 | 합스부르크로트링겐 왕가의 수장 2007년 1월 1일 ~ 현직 | 후 임 (현직) |